# Иркутское (Калининградская область)
Иркутское— посёлок в Зеленоградском районе Калининградской области. До 2016 года входил в состав Ковровского сельского поселения.

## Население
| 2002 | 2010 |
| ---- | ---- |
| 15   | ↘10  |

## История
В 1910 году в Плёственене проживало 90 человек. В 1946 году Плёственен был переименован в поселок Иркутское.